# Setge de Granville
```
El setge de Granville va tenir lloc durant la 
Revolta de La Vendée
, 14 de novembre de 1793,
[
1
]
 durant l'episodi del 
Gir de galerna
.
[
2
]
```

## Preludi
Mentre que els Vendéans acabaven de prendre Fougères, dos emigrants van desembarcar des de Jersey, Freslon de Saint-Aubin i Bertin, van portar una carta amagada en un pal buit als generals de l'exèrcit catòlic i real. Aquesta carta, escrita pel ministre escocès Henry Dundas, confirmava que el Regne de la Gran Bretanya estava disposat a venir en ajuda dels vendeans, desembarcant tropes de l'exèrcit d'emigrants, a condició d'agafar un port que pogués acollir-se al Royal Navy. Després va arribar un altre emissari, portant un missatge similar. Es tracta de Louis de La Haye-Saint-Hilaire. El missatge que va donar als generals de l'exèrcit catòlic i real va venir de Guy-Ambroise, el marquès du Dresnay, coronel de cavalleria, emigrat des de 1791 a Jersey. Malgrat els dubtes que va manifestar sobre la viabilitat del projecte (en particular sobre la promesa britànica), va anunciar que un exèrcit d'emigrants que havia reclutat, estava estacionat, sota les seves ordres a Jersey, a punt per aterrar gràcies a la Royal Navy. No obstant això, els britànics van exigir que els vendeans ocupessin un port com a condició necessària per a un desembarcament.
Els generals de la Vendée van decidir primer marxar a Saint-Malo. Però l'arribada de dos nous oficials al consell de Vendée va canviar aquests plans. El primer va ser Charles Bougon-Langrais, antic síndic del Calvados, amic de Charlotte Corday, republicana però Girondin, que havia participat en les insurreccions federalistes. Capturat pels vendeans, pres per un espia, gairebé havia estat afusellat, però el príncep de Talmont l'havia salvat. El segon, D'Obenheim, oficial d'enginyer, també federalista, havia participat en la defensa de Fougères contra els Vendéans; capturat, havia estat reconegut com a antic amic de la universitat per Bernard de Marigny, que en va garantir.
Bougon va aconsellar als vendeans que atacessin Cherbourg, el lloc estava només fortificat poderosament davant el mar i tenia poques defenses per contrarestar un atac des de terra, la seva proposta va ser recolzada per Talmont. D'altra banda, Obenheim va proposar marxar a Granville, un lloc que coneixia perfectament, havent-se participat en la construcció de les seves defenses. La Rochejaquelein va recolzar aquest projecte. Finalment, després d'un llarg debat, el consell va adoptar el pla d'Obenheim.

## Marxa sobre Granville
El 8 de novembre, després de quatre dies de descans, l'exèrcit de la Vendée, 30.000 homes, va marxar en direcció a Granville. Va deixar tots els seus malalts i greument ferits als hospitals de Fougères. Tot i això, els soldats vendeans no es van entusiasmar amb la idea d'aquesta marxa que els va allunyar de Vendée. Així que Stofflet, que no va aprovar el pla adoptat, es va desplaçar amb l'avantguarda en direcció a Rennes, va penetrar als afores de la ciutat sense trobar oposició, però l'exèrcit no l'havia seguit; tement de trobar-se aïllat, va haver de girar-se i tornar a unir-se al cos principal de l'exèrcit a Antrain.
El 10 de novembre, l'exèrcit de la Vendée va entrar a Dol, l'onze va ocupar Pontorson. Va deixar al lloc el general Lyrot amb la seva divisió encarregada de protegir la rereguarda contra un possible atac de les tropes republicanes de l'Exèrcit de les costes de Brest i de l'Exèrcit d'Occident que es va reunir a Rennes. El 13 de novembre, els venèens van entrar a Avranches, van deixar les seves dones i fills allà, així com els vells i els sacerdots protegits per les tropes de Royrand, Fleuriot i Rostaing.
Per la seva banda, el general Henri Forestier va llançar una incursió amb uns quants genets a Le Mont-Saint-Michel. Es va apoderar del lloc i va alliberar els 300 sacerdots refractaris que hi eren empresonats. Tot i això, només 60 van acceptar escapar-se, els altres, per por de represàlies, van preferir quedar-se.

## Batalla
El 14 de novembre, els vendeans, amb un nombre de 25.000, es trobaven davant de Granville. La ciutat fou defensada per 5.500 homes comandats pels generals Peyre i Vachot, així com pel representant Jean-Baptiste Le Carpentier. Abans de l'arribada dels vendeans, Peyre primer havia intentat una sortida, però, una vegada en camí, havia retornat ràpidament Granville.
Els generals de la Vendée van enviar per primera vegada una citació presentada per dos presoners republicans, però sense rebre cap resposta, van començar la lluita una hora més tard amb un foc d'artilleria. La infanteria Vendéana al seu torn va atacar per la rue des Juifs i es va apoderar ràpidament de tot el suburbi de Saint-Antoine que els republicans havien evacuat. Tots s'havien refugiat al castell. No obstant això, els vendeans no van poder penetrar a la fortalesa, no tenien material de setge tret d'unes escales massa curtes.
Finalment, el combat va cessar amb l'aparició de la nit i els Vendeans es van refugiar a les cases dels suburbis. Tot i això, els republicans temien que els seus opositors intentessin un atac nocturn. També, per ordre de Peyre i Le Carpentier, un grup reduït de soldats republicans van sortir de la ciutat, aprofitant la foscor i van incendiar les cases. El foc es va estendre ràpidament per tot el barri i va expulsar els Vendéans del seu son. Els republicans, però, també van haver de combatre el foc per evitar que arribés a l'interior de la ciutat.
L'endemà al matí, els vendeans van intentar un segon assalt. Liderats per La Rochejaquelein, aprofitant la marea baixa, es van dividir en dos grups i van passar les fortificacions. El primer grup, el més important, va atacar les muralles, el segon va agafar els republicans per darrere fent una vaga. Tot i això, els van alentir dues canoneres republicanes de Saint-Malo, que havien arribat com a reforços. Malgrat tot, un petit grup de chouans, dirigits per Boisguy i Jambe d'Argent, havien aconseguit entrar a la fortalesa. Tanmateix, un bon grapat de soldats Vendéans es van espantar i van fugir, però el pànic es va estendre com el foc i aviat tot l'exèrcit de la Vendée va acabar fugint, el setge de Granville es va trencar definitivament.
La ira dels vendeans va ser forta contra els anglesos que no havien aparegut. Jersey estava molt a prop i els vendeans pensaven que els britànics devien escoltar les canonades. De fet, no va ser així, a Jersey, la flota britànica comandada per Francis Rawdon-Hastings, Lord Moira, estava disposada a intervenir, però mal informada, desconeixia completament l'atac dels venecians a Granville i no ho va fer pensant que seria a finals de novembre.
Però durant aquest temps, l'exèrcit catòlic es va retirar cap a Avranches, amb la sensació d'haver estat traït pels anglesos, els Vendéans van ser perseguits pels republicans que els van matar diversos centenars dins la derrota.

## Conseqüències
Les pèrdues de Vendée a Avranches haurien estat d'entre 600 i 2000 morts. Les pèrdues republicanes oscil·len entre 150 i 340 morts.
La Rochejaquelein, però, no tenia intenció de renunciar. Arribat a Avranches, llavors va prendre la decisió de marxar cap a Cherbourg. Després d'haver reunit una avantguarda de 1000 homes, va capturar Villedieu-les-Poêles. El poble no tenia tropes per assegurar-ne la defensa, però els Vendéans van trobar una sorprenent resistència per part dels habitants que els van atacar des de les finestres; en represàlia, la ciutat va ser saquejada. Tanmateix, el cos principal de l'exèrcit, restant a Avranches, es va negar a seguir i anar més al nord, i amb les exhortacions de l'Abbé Rabin, els vendeans es van tornar cap al sud, amb la ferma intenció de recuperar la Vendée. La Rochejaquelein es va veure obligat a seguir, es va retirar al seu torn i no va estar al dia del seu exèrcit fins a Pontorson.
Durant aquest temps, Obenheim havia abandonat durant la retirada per unir-se a l'exèrcit republicà. No hi havia cap dubte que Obenheim havia compromès voluntàriament els vendeans per atacar un reducte massa ben defensat per a ells.